# Галлатин, Гарри
Га́рри Джуниор Галла́тин (англ. Harry Junior Gallatin; 26 апреля 1927, Роксана, Иллинойс — 7 октября 2015, Эдуардсвилл, Иллинойс) — американский профессиональный баскетболист и тренер. Первый тренер года НБА, включён в Зал славы баскетбола.

## Биография
Родился и вырос в маленьком городке Роксана, округ Мэдисон, штат Иллинойс. Уже в раннем возрасте он выделялся на фоне остальных сверстников в нескольких видах спорта и заинтересовал многие студенческие команды. Окончив местную среднюю школу в 1944 году, юный Гарри принял баскетбольную стипендию от Северо-Восточного университета штата в Миссури, ныне известного как Университет штата Трумэна. Однако после этого Галлатин попросил учреждение об отсрочке обучения из-за призыва в армию США. Будущий баскетболист вступил в ВМС США, в которых прослужил до конца Второй мировой войны.
В университетской команде по баскетболу показывал хорошие результаты, в среднем за игру набирая 13,2 очка при реализации бросков с игры свыше 70 %. В итоге на драфте БАА 1948 года «Нью-Йорк Никс» выбрали Гарри Галлатина под своим первым номером после Дольфа Шейеса.
Свой первый сезон Гарри провёл в последний год существования Баскетбольной ассоциации Америки и в 52 матчах в майке «Никс» набирал в среднем 8,2 очка. В следующих семи сезонах, после объединения БАА и НБЛ, Галлатин неизменно выбирался голосованием зрителей на Матч всех звёзд НБА и попал в Первую сборную всех звёзд НБА в 1954 году. В каждом из своих сезонов в НБА баскетболист достигал выдающихся результатов, в среднем за матч делая дабл-дабл (более 10 очков и 10 подборов). Несмотря на свой маленький для центрфорварда рост, Гарри Галлатин, сделав в матче против «Детройт Пистонс» 33 подбора, установил рекорд по количеству подборов в одной игре для игроков «Нью-Йорк Никс». Завершил карьеру Галлатин в «Детройте» в возрасте 31 года.
Сразу же после завершения профессиональной карьеры решил стать тренером и принял баскетбольную команду Южного Иллинойсского университета. После четырёх крайне удачных лет его приглашают «Сент-Луис Хокс» на должность главного тренера, на которую 35-летний Гарри с радостью согласился. В первый сезон он выводит «Сент-Луис» со звездой Бобом Петтитом в плей-офф и выигрывает первую в истории награду Тренер года. Позже Галлатин тренировал также «Нью-Йорк Никс» и вернулся в университет Иллинойса в качестве даже не столько тренера по баскетболу. В 1991 году Гарри Галлатин был включён в Зал славы баскетбола и впоследствии занимался политической деятельностью.

## Смерть
Гарри Галлатин умер 7 октября 2015 года после операции.

## Статистика

### Статистика в НБА
| Сезон                                                                                    | Команда  | Регулярный сезон | Регулярный сезон | Регулярный сезон | Регулярный сезон | Регулярный сезон | Регулярный сезон | Регулярный сезон | Регулярный сезон | Регулярный сезон | Регулярный сезон | Регулярный сезон | Серия плей-офф | Серия плей-офф | Серия плей-офф | Серия плей-офф | Серия плей-офф | Серия плей-офф | Серия плей-офф | Серия плей-офф | Серия плей-офф | Серия плей-офф | Серия плей-офф |
| Сезон                                                                                    | Команда  | GP               | GS               | MPG              | FG%              | 3P%              | FT%              | RPG              | APG              | SPG              | BPG              | PPG              | GP             | GS             | MPG            | FG%            | 3P%            | FT%            | RPG            | APG            | SPG            | BPG            | PPG            |
| ---------------------------------------------------------------------------------------- | -------- | ---------------- | ---------------- | ---------------- | ---------------- | ---------------- | ---------------- | ---------------- | ---------------- | ---------------- | ---------------- | ---------------- | -------------- | -------------- | -------------- | -------------- | -------------- | -------------- | -------------- | -------------- | -------------- | -------------- | -------------- |
| 1948/49                                                                                  | Нью-Йорк | 52               |                  |                  | 32,8             |                  | 71,0             |                  | 1,2              |                  |                  | 8,3              | 6              |                |                | 35,7           |                | 82,1           |                | 1,7            |                |                | 12,0           |
| 1949/50                                                                                  | Нью-Йорк | 68               |                  |                  | 39,6             |                  | 75,7             |                  | 0,8              |                  |                  | 11,8             | 5              |                |                | 38,5           |                | 78,1           |                | 1,2            |                |                | 13,0           |
| 1950/51                                                                                  | Нью-Йорк | 66               |                  |                  | 41,6             |                  | 73,2             | 12,1             | 2,7              |                  |                  | 12,8             | 14             |                |                | 35,0           |                | 77,0           | 11,6           | 1,9            |                |                | 11,8           |
| 1951/52                                                                                  | Нью-Йорк | 66               |                  | 29,3             | 44,2             |                  | 80,6             | 10,0             | 1,7              |                  |                  | 11,2             | 14             |                | 33,6           | 41,0           |                | 77,3           | 9,6            | 1,4            |                |                | 10,8           |
| 1952/53                                                                                  | Нью-Йорк | 70               |                  | 33,3             | 44,4             |                  | 70,0             | 13,1             | 1,8              |                  |                  | 12,4             | 11             |                | 27,5           | 41,9           |                | 74,6           | 10,9           | 1,4            |                |                | 10,5           |
| 1953/54                                                                                  | Нью-Йорк | 72               |                  | 37,4             | 40,4             |                  | 78,4             | 15,3             | 2,1              |                  |                  | 13,2             | 4              |                | 37,8           | 45,7           |                | 71,0           | 15,3           | 1,5            |                |                | 13,5           |
| 1954/55                                                                                  | Нью-Йорк | 72               |                  | 35,4             | 38,4             |                  | 81,4             | 13,8             | 2,4              |                  |                  | 14,6             | 3              |                | 36,0           | 45,2           |                | 77,3           | 14,7           | 2,3            |                |                | 18,3           |
| 1955/56                                                                                  | Нью-Йорк | 72               |                  | 33,0             | 38,6             |                  | 78,7             | 10,3             | 2,3              |                  |                  | 13,9             | Не участвовал  | Не участвовал  | Не участвовал  | Не участвовал  | Не участвовал  | Не участвовал  | Не участвовал  | Не участвовал  | Не участвовал  | Не участвовал  | Не участвовал  |
| 1956/57                                                                                  | Нью-Йорк | 72               |                  | 27,0             | 40,6             |                  | 80,0             | 10,1             | 1,2              |                  |                  | 15,0             | Не участвовал  | Не участвовал  | Не участвовал  | Не участвовал  | Не участвовал  | Не участвовал  | Не участвовал  | Не участвовал  | Не участвовал  | Не участвовал  | Не участвовал  |
| 1957/58                                                                                  | Детройт  | 72               |                  | 27,6             | 37,9             |                  | 78,7             | 10,4             | 1,2              |                  |                  | 14,9             | 7              |                | 26,0           | 36,8           |                | 70,3           | 10,0           | 1,6            |                |                | 12,9           |
|                                                                                          | Всего    | 682              |                  | 31,9             | 39,8             |                  | 77,3             | 11,9             | 1,8              |                  |                  | 13,0             | 64             |                | 31,2           | 39,0           |                | 76,1           | 11,2           | 1,6            |                |                | 12,0           |
| Наведите курсор мыши на аббревиатуры в заголовке таблицы, чтобы прочесть их расшифровку. |          |                  |                  |                  |                  |                  |                  |                  |                  |                  |                  |                  |                |                |                |                |                |                |                |                |                |                |                |